# هورنسبي ووود غرين (دائرة انتخابية في المملكة المتحدة)
هورنسبي ووود غرين (بالإنجليزية: Hornsey and Wood Green)‏ هي إحدى الدوائر الانتخابية في المملكة المتحدة الممثلة في مجلس العموم في برلمان المملكة المتحدة.
عضو البرلمان الذي يمثلها حالياً هو :Lynne Featherstone (LD).